# Самуель Гантінгтон

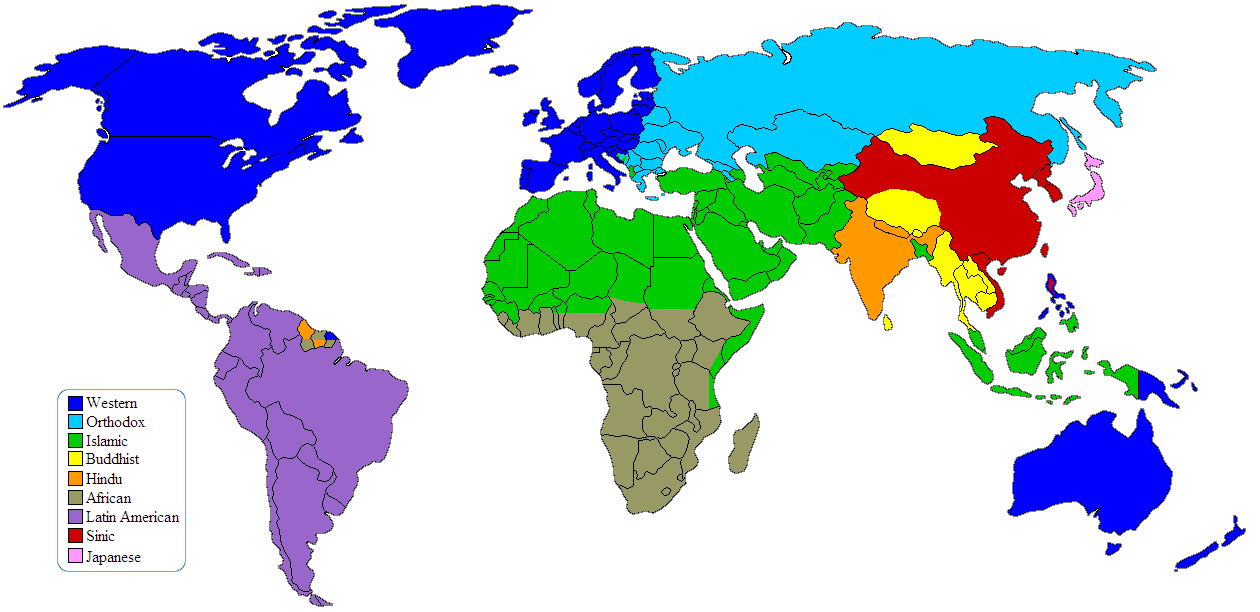
Мапа етнокультурного поділу цивілізацій, побудована за концепцією Гантінгтона: західна культура (темно-синій колір), латиноамериканська культура (фіолетовий колір), японська культура (рожевий колір), Китайська культура (червоний колір), культура Індії (помаранчевий колір), ісламська культура (зелений колір), православна культура (блакитний колір), буддійська культура (жовтий колір) та африканська культура (коричневий колір)

Самуель Філліпс Гантінгтон або Гантінґтон (англ. Samuel Phillips Huntington; 17 квітня 1927, Нью-Йорк, США — 24 грудня 2008, США) — американський політолог, директор Інституту стратегічних досліджень у Гарвардському університеті. Автор теорії Гантінгтона про зіткнення цивілізацій у сучасну епоху. Фахівець у галузі порівняльної політології та транзитології — розділу політології, який вивчає перехід від авторитаризму до демократії. Співзасновник журналу Foreign Policy.

## Життєпис
Народився 18 квітня 1927 у Нью-Йорку. У віці 18 років на відмінно закінчив Єльський університет, в 23, відслуживши в армії і отримавши докторський ступінь у Гарварді, почав там викладати. За своє життя Гантінгтон узяв участь у роботі в цілому над 17 книгами, частину з яких він написав сам, а частину — в співавторстві з іншими вченими.
У «Зіткненні цивілізацій», виданій у 1996, передбачив, зокрема, майбутній конфлікт між Західним світом та Ісламським світом. Одне з основних посилань книги полягає в тому, що в майбутньому світі конфлікти матимуть не ідеологічну, а релігійну природу. За Гантінгтоном основний критерій розвитку — інституціоналізація. Високий рівень політичної інституціоналізації є основою політичної стабільності та стійкості у перехідних суспільствах.
Його концепція зіткнення цивілізацій активно дебатувалася стосовно воєн в Афганістані (2001) та в Іраку (2003).

## Академічна кар'єра
Викладав у Гарвардському університеті з 1950, згодом позбавлений посади в 1959. Разом зі Збігнєвом Бжезинським, якому також було відмовлено в посаді, переїхав до Колумбійського університету в Нью-Йорку.
У 1959—1962 працював доцентом Колумбійського університету, де був також заступником директора Інституту досліджень війни та миру. Згодом запросили повернутися в Гарвард, де він викладав із 1963 аж до своєї смерті.
Обраний членом Американської академії мистецтв і наук. Протягом 1965 Гантінгтон і Воррен Деміен Меншел стали співзасновниками та співредакторами Видання «Зовнішня політика». Гантінгтон залишався співредактором до 1977.
Його першою з головних книг стала «Солдат і держава: Теорія і політика військово-цивільних відносин» (1957), яка була сприйнята вельми суперечливо після її публікації, але нині розглядається як найвпливовіша книга у сфері американських військово-цивільних відносин. Він став знаменитим після свого видання «Політичний порядок у суспільствах, що змінюються» (1968), роботи, яка кинула виклик загальновизнаній думці теоретиків модернізації, що економічний і соціальний прогрес буде виробляти стабільні демократії в недавно деколонізованих країнах.
Як консультант Державного департаменту США, а також у впливовій статті 1968 року в журналі закордонних справ, він виступав за концентрацію сільського населення Південного В'єтнаму в містах за допомогою стратегії килимових бомбардувань і дефоліації сільськогосподарських угідь і джунглів В'єтнаму, з тим щоб ізолювати В'єтконг.
Він також був співавтором доповіді «Криза демократії: про керованість демократій», опублікованої Тристоронньою комісією у 1976.
У 1977 його друг Бжезінський, який був призначений радником із національної безпеки в адміністрації Джиммі Картера, запропонував йому стати координатором із планування безпеки від Білого дому у Раді національної безпеки. Він служив на цій посаді до кінця 1978.
Гантінгтон також продовжував викладати студентам до свого виходу на пенсію в 2007.

## Вплив на світову політику

### Політичний порядок у мінливих суспільствах
У 1968 році, коли війна Сполучених Штатів у В'єтнамі стає найбільш інтенсивною, Гантінгтон опублікував «Політичний порядок у мінливих суспільствах», де був критичний аналіз теорії модернізації, яка охопила велику політику США щодо країн, що розвиваються, протягом попереднього десятиліття.
Гантінгтон стверджує, що в ході модернізації суспільства стають все більш складними і невпорядкованими. Якщо процес соціальної модернізації, яка продукує цей розлад, не супроводжується процесом політичної та інституційної модернізації, яка розвиває політичні інститути, здатні управляти стресом модернізації — результатом може стати насильство.
Протягом 1970-х років Гантінгтон був радником урядів: як демократичних, так і диктаторських. Протягом 1972 він зустрівся з представниками уряду Медічі в Бразилії; рік по тому опублікував доповідь «Підходи до політичної декомпресії», застерігаючи від ризиків, пов'язаних із дуже швидкою політичною лібералізацією, запропонувавши поступову лібералізацію за сильної держави та влади партії, змодельованої на кшталт мексиканської Інституційно-революційної партії (ІРП). Після тривалого переходу Бразилія стала демократичною в 1985 році.
У 1980-х він став авторитетним радником південноафриканського режиму, який використовував його ідеї про політичний порядок для того, щоб виробити свою «загальну стратегію» реформування апартеїду і придушення зростаючого опору. Він запевнив правителів Південної Африки, що збільшення репресивної моці держави (яка в той час включала насильство з боку поліції, затримання без суду і тортури) може бути необхідним для здійснення реформи. Процес реформ, як він сказав своїй південноафриканської аудиторії, часто вимагає «лукавства, обману, фальшивих припущень і заплющування очей на деякі речі.» Таким чином, він підтримав проєкт своїх господарів щодо «реформування» апартеїду замість його усунення.
Гантінгтон часто згадував Бразилію як свій успіх, маючи на увазі свою роль у президентському зверненні 1988 року до Американської асоціації політичних наук, зазначивши, що політична наука відіграла скромну роль у цьому процесі. Критики, такі як британський політолог Алан Гупер, відзначав натомість, що сучасна Бразилія має особливо нестабільну партійну систему, в якій найкраще інституційно розвинена партія, Робітнича партія Луїса Інасіу Лула да Сілви опинилась в опозиції до контрольованого переходу. Крім того, Гупер стверджує, що відсутність громадянської участі в сучасній Бразилії є результатом цього контрольованого зверху вниз процесу переходу політичної участі.

### Третя хвиля
У своїй книзі 1991 року «Третя хвиля: демократизація наприкінці двадцятого століття» Гантінгтон висунув аргумент, що починаючи з революції в Португалії протягом 1974 року, спостерігається третя хвиля демократизації, яка описує глобальну тенденцію, яка охоплює понад 60 країн по всій Європі, Латинській Америці, Азії й Африці, де відбулися в тій чи іншій формі зміни в напрямку більшої демократії. Книга Гантінгтона виграла в 1992 році Премію Ґрейвмеєра від Університету Луїсвіля.

### Зіткнення цивілізацій

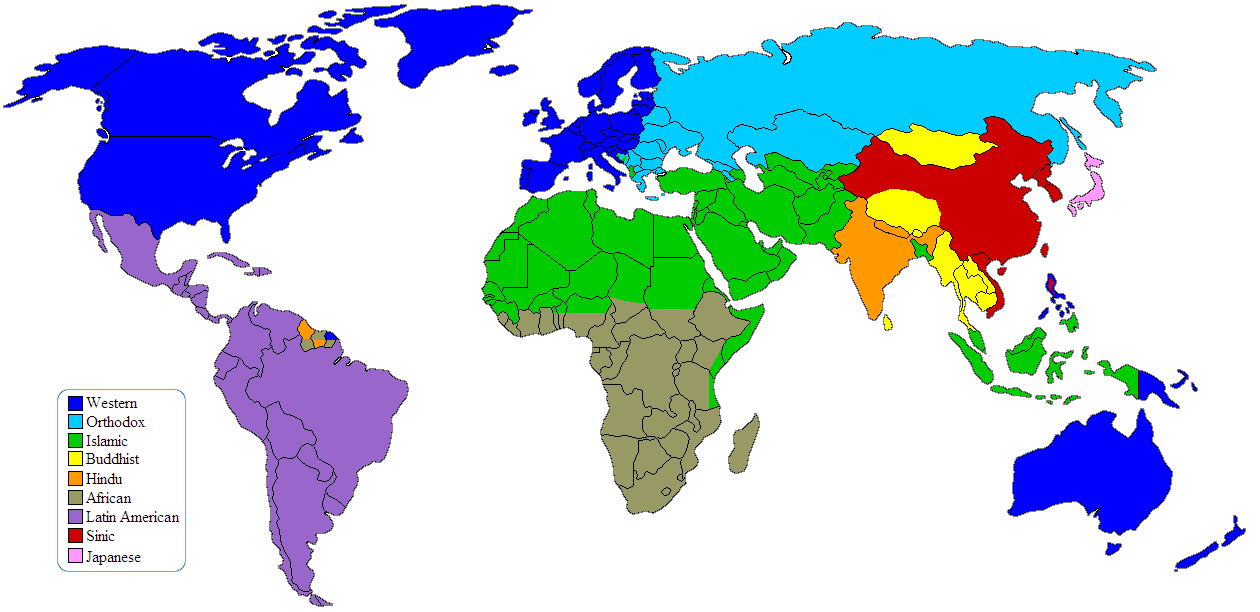
Карта дев'яти «цивілізацій» з «Зіткнення цивілізацій» Гантінгтона

У 1993 році Гантінгтон спричинив значні дебати серед теоретиків міжнародних відносин своєю статтею з інтригуючою назвою «Зіткнення цивілізацій?», опублікованою в журналі Foreign Affairs. У цій впливовій та часто цитованій статті він стверджував, що після падіння Радянського Союзу іслам стане найбільшою перешкодою для західного домінування у світі. Отже, наступна велика війна Заходу, за його словами, неминуче буде з ісламом. Його опис післяхолодновоєнної геополітики та «неминучості нестабільності» контрастував із впливовою тезою «Кінець історії» Френсіса Фукуями.
Гантінгтон розширив «Зіткнення цивілізацій?» до книжкового формату й опублікував її як Зіткнення цивілізацій і перетворення світового порядку у 1996 році. У статті та книзі стверджується, що конфлікти в післяхолодновоєнну епоху найчастіше й найжорстокіше виникатимуть через культурні, а не ідеологічні відмінності. Якщо під час Холодної війни конфлікт відбувався між Капіталістичним Західним блоком і Комуністичним Східним блоком, то тепер він найімовірніше виникатиме між основними цивілізаціями світу. Гантінгтон виділив вісім і потенційно дев'яту цивілізацію: (i) Західну, (ii) Латиноамериканську, (iii) Ісламську, (iv) Синічну (Китайську), (v) Індуїстську, (vi) Православну, (vii) Японську, (viii) Африканську та (ix) Буддійську. Ця культурна організація відрізняє сучасний світ від класичного поняття суверенних держав. Для розуміння сучасних і майбутніх конфліктів необхідно розуміти культурні розломи, і саме культура, а не держава, є причиною воєн. Отже, Західні країни втратять своє домінування, якщо не визнають непримиренну природу культурних напружень. Гантінгтон стверджував, що ця післяхолодновоєнна зміна в геополітичній організації та структурі вимагає від Заходу зміцнення себе культурно, відмови від нав'язування своєї ідеї демократичного універсалізму та постійного військового інтервенціонізму. Підкреслюючи цю думку, він писав у розширеній версії 1996 року: «У новому світі етнічного конфлікту і зіткнення цивілізацій західна віра в універсальність західної культури має три проблеми: вона є хибною, аморальною та небезпечною».
Ідентифікація Західної цивілізації з західним християнством (католицизм-протестантизм) не була оригінальною ідеєю Гантінгтона, а радше традиційною західною точкою зору і класифікацією ще до Холодної війни. Критики (наприклад, статті в Le Monde Diplomatique) називають Зіткнення цивілізацій і перетворення світового порядку теоретичним виправданням західної агресії США проти Китаю, ісламських і православних культур світу. Інші критики стверджують, що класифікація Гантінгтона є спрощеною та довільною і не враховує внутрішню динаміку та партійні напруження всередині цивілізацій. Крім того, вони зазначають, що Гантінгтон ігнорує ідеологічну мобілізацію еліт і незадоволені соціально-економічні потреби населення як справжні рушійні сили конфлікту; також він не враховує конфлікти, які не вписуються в цивілізаційні кордони, визначені ним, а його нова парадигма є не що інше, як реалістичне мислення, в якому «держави» замінено на «цивілізації». Вплив Гантінгтона на політику США порівнювали з суперечливими релігійними теоріями історика Арнольда Тойнбі щодо азійських лідерів на початку XX століття. Некролог про Гантінгтона в газеті The New York Times зазначає, що його «зосередженість на давніх релігійних імперіях, а не на державах чи етносах [як джерелах глобальних конфліктів], … набула більшої популярності після подій 11 вересня».
Гантінгтон писав, що Україна може розділитися вздовж культурної лінії між більш католицькою західною Україною та православною східною Україною:

У той час як державницький підхід підкреслює можливість російсько-української війни, цивілізаційний підхід мінімізує це і натомість підкреслює можливість розколу України навпіл, поділ, який передбачають культурні чинники, може бути більш жорстоким, ніж розпад Чехословаччини, але набагато менш кривавий, ніж розпад Югославії.

### Хто ми?та імміграція
Детальніше: Хто ми? Виклики перед американською національною ідентичністю
Остання книга Гантінгтона, Who Are We? The Challenges to America's National Identity, була опублікована у травні 2004 року. Її тема — значення американської національної ідентичності та те, що він описує як культурну загрозу від масової імміграції латиноамериканців, яка, за словами Гантінгтона, може «розділити Сполучені Штати на два народи, дві культури та дві мови». У цій книзі він закликав Америку змусити іммігрантів «прийняти англійську мову», а США — звернутися до «протестантських релігій», щоб «врятувати себе від загроз» з боку латиноамериканських та ісламських іммігрантів.
У рецензії на книгу для наукового журналу Perspectives on Politics Гері М. Сеґура, декан Школи державних справ Університету Каліфорнії в Лос-Анджелесі, стверджував, що ця книга не може вважатися соціальною наукою через її роздільницькі погляди та риторику.
Сеґура також назвав написання цієї книги неприпустимим для Гантінгтона, враховуючи його академічний статус, зазначивши, що ця праця є радше полемічною, ніж науковою.

## Вибрані праці
- The Soldier and the State: The Theory and Politics of Civil-Military Relations (1957)
- The Common Defense: Strategic Programs in National Politics (1961)
- Political Order in Changing Societies (1968)
- American Politics: The Promise of Disharmony (1981)
- The Third Wave: Democratization in the Late Twentieth Century (1991)
- The Clash of Civilizations and the Remaking of World Order (1996)
- Who Are We? The Challenges to America's National Identity (2004)